# Andrea Dworkin
Andrea Rita Dworkin (Camden, 26 de setembro de 1946 – Washington, D.C., 9 de abril de 2005) foi uma feminista estadunidense e escritora conhecida por sua crítica à pornografia, que ela argumentou estar ligada ao estupro e outras formas de violência contra mulheres. Suas ideias foram amplamente criticadas por feministas liberais. Ao mesmo tempo, ela manteve um diálogo com conservadores e escreveu um livro sobre o tópico chamado Right-Wing Women. Depois de sofrer abuso de seu primeiro marido, ela foi introduzida à literatura feminista radical e começou a escrever o livro Woman Hating. Chegando em Nova Iorque, tornou-se ativista de diversas questões e escritora, chegando a publicar 10 livros sobre feminismo.
Durante o final dos anos 70 e 80, Dworkin tornou-se conhecida como porta-voz do movimento feminista anti-pornografia e por seus escritos sobre pornografia e sexualidade, especialmente Pornography: Men Possessing Women (1981) e Intercourse (1987), que continuam sendo seus livros mais lidos. Ela escreveu sobre pornografia sob uma perspectiva feminista e em oposição à lei de obscenidade dos Estados Unidos. Também trabalhou com o grupo Women Against Pornography e com Linda Boreman. Dworkin considerava que a indústria pornográfica se baseava na ideia de transformar mulheres em objetos para serem abusadas por homens. No intuito de banir a pornografia e permitir processos por danos contra pornógrafos, desenvolveu, juntamente com Catharine MacKinnon, uma abordagem baseada não na obscenidade, mas nos direitos civis. Contudo, seus esforços foram, em grande parte, mal-sucedidos. Ela testemunhou numa comissão federal contra pornografia, levando algumas lojas a retirar certas revistas de circulação, mas um tribunal decidiu que os esforços do governo eram inconstitucionais. Críticos argumentaram que não fora encontrada um conexão causal entre a pornografia e a violência contra mulheres. Um tribunal canadense adaptou partes da teoria de Dworkin e MacKinnon sobre igualdade sexual, embora Dworkin tenha se oposto a partes da decisão do tribunal. Algumas feministas sexo-positivo criticaram as ideias de Dworkin, acusando-a de censura e de negar a agência ou escolha de mulheres em relações sexuais, levando às chamadas guerras sexuais feministas.
Seu livro Intercourse, que tratava do papel da relação sexual na sociedade, foi interpretado como se opondo a todas as formas de relação sexual heterossexuais, mas Dworkin disse que esse não é o caso, explicando que sua crítica se dirige à dominação masculina por meio da relação sexual. Alguns críticos acusaram Dworkin de apoiar incesto e ela os processou por difamação, mas um tribunal não proibiu a crítica. Posteriormente, ela escreveu bastante contra o incesto.
A autora também escreveu trabalhos de ficção, parte dos quais chegou a ser retida por autoridades da alfândega canadense antes de ser liberada. Este episódio gerou uma controvérsia sobre o motivo da apreensão, que teria sido motivada por seu apoio à lei anti-pornografia. Em 1999, outra controvérsia surgiu quando a autora foi drogada e estuprada num hotel e a verdade destas alegações foi questionada. Em seus últimos anos, Dworkin sofreu de severa artrose, que limitou sua mobilidade. Ela morreu de miocardite aguda aos 58 anos.

## Publicações
Além dos livros, artigos e palestras listados aqui, ela escreveu antalogias e artigos adicionais, alguns deles traduzidos para outros idiomas. Ela também publicou na Gay Community News.

### Não-ficção

#### Livros
- Dworkin, Andrea (1974). Woman Hating. New York: Penguin Books. ISBN 9780452268272
- Dworkin, Andrea (1976). Our blood: prophecies and discourses on sexual politics. New York: Harper & Row. ISBN 9780060111168
- Dworkin, Andrea (1981). Pornography: men possessing women. London: Women's Press. ISBN 9780704338760
- Dworkin, Andrea (1983). Right-wing women: the politics of domesticated females. London: Women's Press. ISBN 9780704339071
- Dworkin, Andrea; MacKinnon, Catharine A. (1985). The reasons why: essays on the new civil rights law recognizing pornography as sex discrimination. New York: Women Against Pornography. OCLC 15992953

Contains:
- MacKinnon, Catharine A. (inverno de 1985). «Pornography, civil rights, and speech». Harvard Law School. Harvard Civil Rights-Civil Liberties Law Review. 20 (1): 10–68. Consultado em 7 de abril de 2017. Arquivado do original em 4 de março de 2016.

Extracted in Pornography and Censorship, in Doing Ethics by Lewis Vaughn, second edition, ISBN 9780393934281
- Dworkin, Andrea (primavera de 1985). «Against the male flood: censorship, pornography, and equality». HeinOnline on behalf of Harvard Law School. Harvard Journal of Law & Gender (formerly Women's Law Journal). 8: 1–30. Pdf.

- Dworkin, Andrea (1987). Intercourse. New York: Free Press. ISBN 9780029079706
- Dworkin, Andrea; MacKinnon, Catharine (1988). Pornography and civil rights: a new day for women's equality. Minneapolis, Minnesota: Organizing Against Pornography. ISBN 9780962184901 Available online.
- Dworkin, Andrea (1989). Letters from a war zone: writings, 1976-1989. New York: E.P. Dutton. ISBN 9780525248248
- Dworkin, Andrea; MacKinnon, Catharine (1997). In harm's way: the pornography civil rights hearings. Cambridge, Massachusetts: Harvard University Press. ISBN 9780674445796
- Dworkin, Andrea (1997). Life and death: unapologetic writings on the continuing war against women. London: Virago. ISBN 9781860493607
- Dworkin, Andrea (2000). Scapegoat: The Jews, Israel, and Women's Liberation. New York: Free Press. ISBN 9780684836126
- Dworkin, Andrea (2002). Heartbreak: the political memoir of a feminist militant. New York: Basic Books. ISBN 9780465017546

#### Capítulos em livros
- Dworkin, Andrea (1995), «Pornography happens to women», in:  Lederer, Laura; Delgado, Richard, The price we pay: the case against racist speech, hate propaganda, and pornography, ISBN 9780809015771, New York: Hill and Wang.
- Dworkin, Andrea (1996), «Biological superiority: the world's most dangerous and deadly idea», in:  Jackson, Stevi; Scott, Sue, Feminism and sexuality: a reader, ISBN 9780231107082, New York: Columbia University Press, pp. 57–61.
- Dworkin, Andrea (1996), «Pornography», in:  Jackson, Stevi; Scott, Sue, Feminism and sexuality: a reader, ISBN 9780231107082, New York: Columbia University Press, pp. 297–299.
- Dworkin, Andrea (2004), «Pornography, prostitution and a beautiful and tragic recent history», in:  Whisnant, Rebecca; Stark, Christine, Not for sale: feminists resisting prostitution and pornography, ISBN 9781876756499, North Melbourne, Victoria: Spinifex Press, pp. 137–158
- Dworkin on Dworkin, ca. 1980[3]

##### Outros
- Dworkin, Andrea (2003), «Landscape of the ordinary: violence against women», in:  Morgan, Robin, Sisterhood is forever: the women's anthology for a new millennium, ISBN 9780743466271, New York, New York: Washington Square Press, pp. 58–69.[4]

### Ficção e Poesia
- Dworkin, Andrea (1966). Child. Crete: Heraklion. OCLC 4708955
- Dworkin, Andrea (1967). Morning hair. Philadelphia: Philadelphia College of Art. OCLC 9290267
- Dworkin, Andrea (1980). The new womans broken heart: short stories. East Palo Alto, California: Frog in the Well. ISBN 9780960362806
- Dworkin, Andrea (1986). Ice and fire: a novel. London: Secker & Warburg. ISBN 9780436139604
- Dworkin, Andrea (1991). Mercy. New York: Four Walls Eight Windows. ISBN 9780941423694

### Artigos
- Dworkin, Andrea (1977). Marx and Gandhi were liberals: feminism and the "radical" left. East Palo Alto, California: Frog in the Well. OCLC 6189987
- Dworkin, Andrea (1978). Why so-called radical men love and need pornography. East Palo Alto, California: Frog in the Well. OCLC 8309555
- Dworkin, Andrea (primavera de 1985). «Against the male flood: censorship, pornography, and equality». HeinOnline on behalf of Harvard Law School. Harvard Journal of Law & Gender (formerly Women's Law Journal). 8: 1–30. «Pdf.» (PDF). pzacad.pitzer.edu
- Dworkin, Andrea (1986). Pornography is a Civil Rights Issue for Women. Minneapolis, Minnesota: Organizing Against Pornography. OCLC 18843030

«Page 1 of 4.». www.nostatusquo.com. Consultado em 7 de abril de 2017. Arquivado do original em 22 de julho de 2015 «Page 2 of 4.». www.nostatusquo.com «Page 3 of 4.». www.nostatusquo.com. Consultado em 7 de abril de 2017. Arquivado do original em 22 de julho de 2015 «Page 4 of 4.». www.nostatusquo.com
- Dworkin, Andrea (1986). «Pornography is a civil rights issue for women». NoStatusQuo. Nikki Craft «Pdf.» (PDF). www.michelepolak.com. Consultado em 7 de abril de 2017. Arquivado do original (PDF) em 4 de março de 2016

«Page 1 of 2.». www.nostatusquo.com. Consultado em 7 de abril de 2017. Arquivado do original em 22 de julho de 2015 «Page 2 of 2.». www.nostatusquo.com
- Dworkin, Andrea (primavera de 1989). «The ACLU: bait and switch». Yale Law School. Yale Journal of Law and Feminism. 1 (1): 37–40. «Pdf.». digitalcommons.law.yale.edu
- Dworkin, Andrea (1993). «Prostitution and male supremacy». HeinOnline on behalf of University of Michigan Law School. Michigan Journal of Gender and Law. 1: 1–12.

«Page 1 of 2.». www.nostatusquo.com «Page 2 of 2.». www.nostatusquo.com
- Dworkin, Andrea (1999). Are you listening, Hillary? President Rape is who he is. [S.l.: s.n.]

Excerpt with Note from John Stoltenberg, 25 May 2007.
- Dworkin, Andrea (30 de junho de 2003). «Book review: A good rape». Progressive Media International. New Statesman

Review of Lucky by Alice Sebold, ISBN 9780684857824
- Dworkin, Andrea (22 de setembro de 2003). «Book review: Out of the closet». Progressive Media International. New Statesman

Review of Normal: transsexual CEOs, cross-dressing cops, and hermaphrodites with attitude by Amy Bloom, ISBN 9780679456520
- Dworkin, Andrea (4 de março de 2013). «The day I was drugged and raped». Progressive Media International. New Statesman

### Trabalhos relacionados
Ela foi membra da The American Heritage Dictionary's Usage Panel.

### Discursos e entrevistas
- «Why Men Like Pornography & Prostitution So Much». www.andreadworkin.com Andrea Dworkin Keynote Speech at International Trafficking Conference, 1989. (Audio File: 22 min, 128 kbit/s, mp3)
- «Andrea Dworkin's Attorney General's Commission Testimony». andreadworkin.com on Pornography and Prostitution
- «Violence, Abuse & Women's Citizenship Brighton». www.andreadworkin.com, UK November 10, 1996
- «"Freedom Now: Ending Violence Against Women"». andreadworkin.com
- «"Speech from Duke University, January, 1985"». www.andreadworkin.com
- «Taped Phone Interview». www.andreadworkin.com Andrea Dworkin interviewed by Nikki Craft on Allen Ginsberg, May 9, 1990. (Audio File, 20 min, 128 kbit/s, mp3)

### Resenhas sobre os trabalhos de Dworkin
- «Ice and Fire, by Andrea Dworkin; Intercourse, by Andrea Dworkin. "Male and Female, Men and Women"». www.nytimes.com. Reviewed by Carol Sternhell for the New York Times (May 3, 1987).
- «Intercourse, by Andrea Dworkin; Feminism Unmodified, by Catharine MacKinnon. "Porn in the U.S.A., Part I"». maureenmullarkey.com. Reviewed by Maureen Mullarkey for The Nation (May 30, 1987):
- Intercourse, by Andrea Dworkin (Tenth Anniversary Edition 1997) no Wayback Machine (arquivado em 2003-04-02). Reviewed by Giney Villar for Women in Action (3:1998).
- Pornography: Men Possessing Women. "Unburning a Witch: Re-Reading Andrea Dworkin" no Wayback Machine (arquivado em 2005-03-06). Reviewed by Jed Brandt for the NYC Indypendent (February 7, 2005).